# سیارک ۳۲۴۸
سیارک ۳۲۴۸ (به انگلیسی: 3248 Farinella، نامگذاری:1982FK) سه هزار و دویست و چهل و هشتمین سیارک کشف شده‌است که در ۲۱ مارس ۱۹۸۲ کشف شد.
قدر مطلق سیارک برابر ۱۰٫۷۰ است.